# 柳原滋雄
柳原滋雄（やなぎはら しげお、1965年1月 - ）は、フリーランスジャーナリスト。元・社会新報記者。

## 経歴
福岡県久留米市生まれ。佐賀県の鳥栖で過ごす。
父親は日本社会党（のち社会民主党）員で、少年時代は、社会党の機関紙「社会新報」の配達をして、活動を手伝う事もあった。
1983年早稲田大学法学部入学のため上京。在学中の1985年に、創価学会へ入会。
1987年同大学卒業後、本人曰く「"マスコミ底辺"を転々」。
自民党・社会党・新党さきがけの連立によって、社会党の委員長であった村山富市が首相にもなっていた1993年11月～1996年12月まで、「社会新報」の記者として勤務（但し、村山内閣の発足は1994年6月30日。政権与党の変遷は、自社さ連立政権と四月会を参照）。
1997年1月に独立後、フリーランス。2004年「柳原滋雄WeBサイト」を開設。
「中田光彦」、「稲山三夫」のペンネームで発行し「日本共産党」や「北朝鮮の拉致問題」などを取り上げた著作もある。
旧社会党系の記者だったが、中華人民共和国、旧ソビエト連邦の政治体制を批判している。
柳原は創価学会の信者であり、自身で「妙法のジャーナリスト」と称し、主に「第三文明」等に掲載し、また関連の著作も多いが一方で、第二次安倍政権時に、創価学会の支持母体でもある公明党と共に賛成し成立した「特定秘密の保護に関する法律」に反対しており、日本労働組合総評議会（総評）系の『労働情報』編集委員でもある安田浩一等と共に、「秘密保護法違憲訴訟を支援する会」の原告の一人として名を連ねた。
2002年9・11月、2005年3月、創価学会と敵対した元弁護士山崎正友より、著作本の内容等を巡って名誉毀損を理由に提訴されるが、2009年1月、原告死去にともない訴訟終結。
2003年12月、2004年6月、名誉毀損を理由にジャーナリスト乙骨正生らを提訴、2008年柳原側勝訴で終結。
2003年3月、日本共産党より名誉毀損、著作権法違反を理由に提訴され、2004年10月賠償金なしの和解成立。
2009年11月、創価学会と敵対した東村山市議会議員矢野穂積より、名誉毀損を理由に提訴され最高裁まで争った末、2013年11月に一部敗訴が確定した 。
2021年、門田隆将こと門脇護の複数作品にわたる盗作疑惑を著書で採り上げた。

## 著書
- 『カンボジアPKO体験記　―日本人選挙監視要員41人の1人として―』社会新報ブックレット 1994年1月[1]
- 中田光彦『サイコパスの犯罪　元弁護士山崎正友の心の闇』潮出版社、2002年5月[1]
- 中田光彦『サイコパスのすべて』潮出版社、2002年11月[1]
- 稲山三夫『拉致被害者と日本人妻を返せ─北朝鮮問題と日本共産党の罪─』未来書房、2002年12月[1]
- 『ガラパゴス政党　日本共産党の100年』論創社 2020年4月
- 『沖縄空手への旅　―琉球発祥の伝統武術―』第三文明社　2020年9月
- 『疑惑の作家「門田隆将」と門脇護』論創社 　2021年4月
- 『空手は沖縄の魂なり　長嶺将真伝』論創社 　2021年11月
- 『実録・白鳥事件 「５１年綱領」に殉じた男たち』 論創社　2023年12月